# 史道
史道（1485年—1554年），字克弘，號鹿野，直隸順天府涿州人，明朝政治人物。正德癸酉解元，丁丑進士。嘉靖初，曾出使朝鮮。累官兵部尚書。

## 生平
正德八年（1513年）癸酉科順天鄉試第一名舉人。正德九年（1514年）甲戌科會試聯捷，未及廷對，翁栢菴去世。史道哀毁過禮，廬於墓側。正德十二年（1517年）應丁丑科殿試，名列二甲，選翰林院庶吉士，十四年八月授兵科給事中，劾罷順天巡撫劉達，救吏部尚書王瓊。
嘉靖改元，奉命賜玉帶一品服，出使朝鮮，饋贐一無所受，雖《皇華集》亦却之。朝鮮國王以史道之清介奏聞，且以《皇華集》封進。勑禮部頒給。回國後升山西按察司佥事，因弹劾大学士杨廷和被下诏狱，二年（1523年）二月贬河南南阳府通判，再贬金坛县县丞。三年八月恢复给事中官职，四年起复，升授江西按察司佥事，調河南，六年十一月升光禄寺少卿，九年二月升大理寺左少卿，十年正月升都察院右佥都御史，十一年十二月升大理寺卿，十二年五月廷推時失误被吏部尚书汪鋐所劾，降为山西布政司右参议，寻令闲住。
嘉靖十五年（1538年）十一月起复，擢授都察院右僉都御史、巡撫大同，十六年三月韃虜入侵大同，总兵官梁震斩首百馀级，梁震、史道俱升官一级，史道晋右副都御史，十八年十月升兵部右侍郎兼都察院左佥都御史，巡抚如故，二十年六月升兵部左侍郎，令回部管事，二十一年二月因山西三关失事，被革职为民。
嘉靖二十九年六月，俺答入寇至京师，史道被重新起用，令赴京听用，三十年二月以考察致仕。不久因俺答多次要求开放马市交易，史道再次被任命以原职兼右佥都御史，前赴大同经略边事。七月因成功主持马市交易，升兵部尚書，十月回京协理戎政，不久因科道弹劾，乞休归。十一月加太子少保，荫一子兼锦衣卫百户。嘉靖三十三年卒，享年七十。

## 家族
髙祖父史彥明。曾祖史成。祖父史仲善。父史俊，成化戊子解元，乙未进士。長子史直臣，進士；次子史獻臣。